# Mădălin Bucur
Mădălin Bucur (n. 15 iulie 1994, Slobozia) este un scrimer român specializat pe sabie, laureat cu argint pe echipe la Jocurile Europene din 2015.

## Carieră
S-a apucat de scrimă la vârstă de opt ani la clubul din Sudiți, Ialomița sub conducerea antrenorului Marin Cruțu, apoi s-a transferat la CS Slobozia. A câștigat o medalie de bronz la Campionatul național de copii din 2007 și argint la proba individuală de la Campionatul de speranțe, aur la proba pe echipe la aceeași competiție și bronz la Campionatul de Juniori I, tot în anul 2009.
S-a alăturat lotului olimpic de seniori după ce trei dintre cei patru membri echipei vicecampioane la Londra 2012 s-au retras. A fost selecționat ca rezervă de antrenorul național Mihai Covaliu pentru Campionatul European din 2013, unde România s-a clasat pe locul 4 după ce a fost învinsă în semifinală de Italia, apoi de Ucraina în finala mică. A devenit campion national la sabie tineret în 2014, după ce a trecut în finală de Cristian Bițucă. În sezonul 2014-2015 a fost selecționat din nou ca rezervă la Jocurile Europene, unde România a cucerit medalia de argint, fiind învinsă de Italia în finală. A participat la Campionatul Mondial din 2015 de la Moscova. La individual a fost eliminat în tabloul preliminar de 64 de belarusul Serghei Șaceanin. Pe echipe, România a pierdut în sferturile de finală cu Italia, care în cele din urmă a câștigat medalia de aur. România s-a clasat pe locul 6 după meciurile de clasament.

## Legături externe
1. ↑  George Șeitan. „Portret de campion: Mădălin Bucur, triplu medaliat în anul 2009”. Ziarul di Ialomița. Accesat în 28 iunie 2015.
2. ↑  Leila Bolat (26 iunie 2015). „Jocurile Europene: Echipa României de sabie a câștigat medalia de argint”. Mediafax.
3. ↑  Mihai Țenea (13 iulie 2015). „Scrimă: Patru români pe tablourile principale la sabie, la Mondialele de la Moscova”. Agerpres.[nefuncțională]
4. ↑  Mirela Basescu (17 iulie 2015). „Echipa masculină de sabie a terminat concursul pe locul 6”. ProSport.

- Prezentare Arhivat în 24 aprilie 2017, la Wayback Machine. la Confederația Europeană de Scrimă